# NGC 4890
NGC 4890 је спирална галаксија у сазвежђу Девица која се налази на NGC листи објеката дубоког неба.
Деклинација објекта је - 4° 36' 14" а ректасцензија 13h 0m 38,9s. Привидна величина (магнитуда) објекта NGC 4890 износи 13,2 а фотографска магнитуда 13,8. NGC 4890 је још познат и под ознакама MCG -1-33-67, IRAS 12580-0420, PGC 44793.